# Westlands Solar Park
Westlands Solar Park är en stor planerad solenergianläggning i Kings County, söder om Fresno i Kalifornien. 
Kapaciteten uppskattas vid färdigställandet ligga på ungefär 2 700 megawatt, vilket är betydligt mer än de solenergianläggningar som i nuläget är världens största. Westlands Solar Park kommer byggas på mark som inte lämpar sig för jordbruk. 
Den första delen av projektet beräknas tas i drift 2015.